# Lucian Brunner
Lucian Brunner (* 29. September 1850 in Hohenems; † 15. April 1914 in Wien) war ein österreichischer Jurist, Funktionär und Bankier.

## Leben und Ausbildung
Seit 1784 war die Familie Brunner in Hohenems ansässig. Der Vater, Marco (Marchs) Brunner (* 28. September 1817 in Hohenems; gest. ebd. am 18. Juli 1888), hatte in Hohenems ein Manufakturwarengeschäft und war später Bankier. Die Mutter, Regina Brunner, geb. Brettauer (* 27. August 1826 in Hohenems; gest. ebd. am 26. April 1855) war Hausfrau.
Lucian Brunner war in erster Ehe ab 1884 mit Malwine (geb. Mandel, geb. in Proßnitz, Mähren am 28. Februar 1860; gest. in Altaussee, Steiermark am 28. Juli 1899) verheiratet. Er ist der Vater von
- Felix Robert Brunner (* 28. April 1885 in St. Gallen, gest. 14. August 1963 in Mödling),
- Heinrich (Harry) Brunner (* 18. August 1886 in St. Gallen, gest. 30. März 1943 in Los Angeles),
- Marco Moritz Brunner (* 13. Januar 1889 in St. Gallen, gest. 23. März 1918 in New York City) und von
- Regine (Rega) Pauline Brunner (* 25. Februar 1892 in Wien, gest. 28. November 1965 in Los Angeles) sowie
- Otto Victor Brunner (* 8. März 1899 in St. Gallen, gest. 21. Mai 1923 in Brijuni (Brioni), Kroatien).

Walter Munk (1917–2019) war der Enkel von Lucian Brunner. Am 30. Dezember 1904 heiratete er Hedwig Wendriner (* 17. März 1858 in Breslau, gest. 25. Januar 1937 in Wien). Aus dieser zweiten Ehe entstammen keine Kinder.
Lucian Brunner studierte die Rechtswissenschaften.

## Berufliche Tätigkeit
Er engagierte sich in Vorarlberg sehr, jedoch erfolglos, für eine Eisenbahnanbindung von Hohenems in das schweizerische Rheintal, nach Lustenau bzw. Feldkirch.
1883 trat er als Kompagnon in die Privatbank seines Vaters  in St. Gallen (Schweiz) ein. Ab 1889 befand er sich in Wien-Döbling. Hier war er als Bankier und Industrieller tätig, gründete 1886 die Bank L. Brunner EFa. , die sich mit Vermögensverwaltung beschäftigte. Nach Lucian Brunners Tod wurde die Bank von seinem Sohn Heinrich und dessen Schwager Hans Munk weitergeführt.
Brunner war sowohl Verwaltungsrat der Bozen-Meraner Bahn als auch Präsident der Internationalen Rückversicherungs-Aktiengesellschaft.

## Politische Tätigkeit
Politisch engagierte sich Brunner zuerst in der Partei der Wiener Demokraten. Er war Obmann des Demokratischen Zentralvereins und Herausgeber der Zeitung Jüdische Volksstimme. Ab 1896 war er Vorstandsmitglied des Politischen Volksvereins und ab 1899 Beirat der Österreichisch-Israelischen Union.
1869 bis 1901 war er als Liberaler im Wiener Gemeinderat tätig. In Bezug auf die Badenische Sprachenverordnung vertrat er eine gemäßigte Position. Er vertrat hierbei die Ansicht, dass die deutsche Sprache aus Vernunftgründen als Verkehrssprache im österreichischen Kaiserreich vorrangig sei, eine Abwertung der Minderheitensprachen jedoch dürfe keineswegs erfolgen. Er vertrat auch jüdisch-demokratische und später zunehmend jüdisch-nationale Standpunkte, setzte sich für eine moderate städtische Ausgabenpolitik ein und stellte sich gegen die wachsenden Nationalismen in der Habsburgermonarchie.
1899 reichte er eine Klage gegen die im selben Jahr geplante 30.000-Gulden-Subvention zugunsten der Errichtung der St. Laurentius-Kirche in Wien-Breitensee ein, welche die christlichsoziale Mehrheit im Wiener Gemeinderat durchzusetzen wollte. Er bekam vor dem Verwaltungsgerichtshof Recht und setzte sich dadurch und den konsequenten Standpunkt der Trennung von Kirche und Staat antisemitischen Angriffen aus.
Er wendete sich immer mehr zionistischen Ideen zu und setzte sich ab 1905 in einer Autonomie-Kampagne für jüdisch-nationale Interessen ein. 1907 trat er als Unterstützer zionistischer Reichsratspolitik und Financier der „Jüdischen Zeitung“ auf. Er war Mitbegründer des 1908 entstandenen Vereins Nationale Autonomie, in dem sich u. a. auch Thomas Masaryk, Karl Renner und Nathan Birnbaum engagierten.
Bei der Reichsratswahl 1907 für den Wahlbezirk Österreich unter der Enns 31 war Lucian Brunner erfolgloser Kandidat für die deutsch-fortschrittliche Partei. Für den Jüdischen Nationalverein kandidierte Brunner erfolglos 1910 bei Wahlen für den niederösterreichischen Landtag und bei den Reichsratswahlen 1911.
Lucian Brunner hinterließ nach seinem Tod ein Legat zugunsten einer überkonfessionellen Schule in Hohenems, jedoch wurde dieses Legat von der Gemeinde Hohenems nicht angenommen. 2017 wurde vor dem ehemaligen Brunnerhaus in Hohenems der Brunnerplatz nach der Familie Brunner benannt.